# Marani

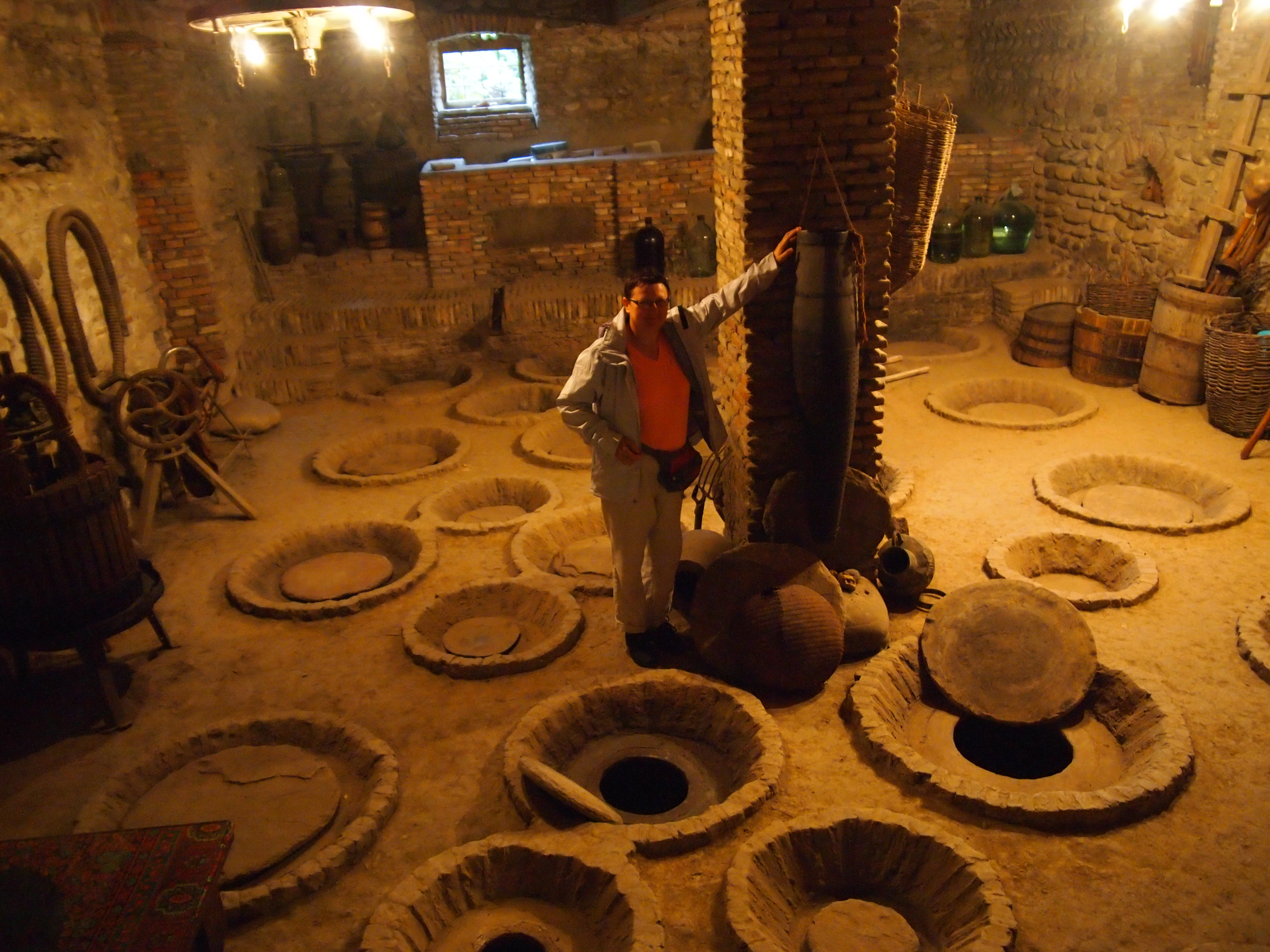
Traditionell marani med nedgrävda krukor, handdriven vinpress och diverse utensilier.

Marani (georgiska: მარანი) är oftast en byggnad i Georgien där de traditionella vinkärlen, kvevrikrukorna, är nedgrävda i markplan.

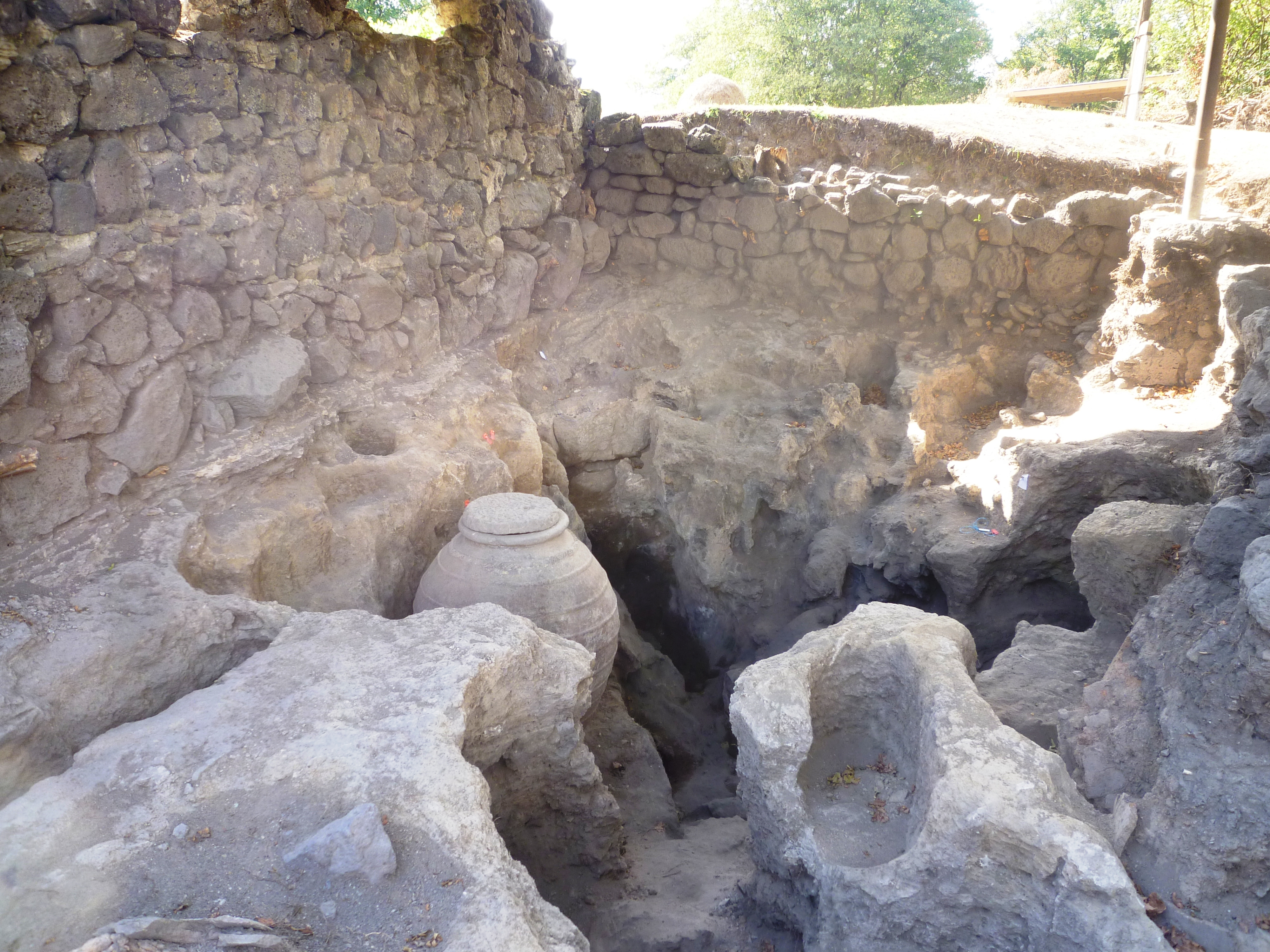
Arkeologisk utgrävning av en marani i Dmanisi.

Marani översätts ofta till vinkällare men är i regel inte en källare. Ordet marani ingår dessutom ofta i viners och restaurangers varumärkesnamn. Synonymer kan vara det spanska bodega eller det rumänska cramele. Det franska chateau i bemärkelsen "vinhus" kan också passa. Ordet marani har sitt ursprung i äldre armeniska (մառան maṙan). Ett svenskt ord som är mer passande än vinkällare är vineri, d.v.s. en plats där vin tillverkas och lagras. I Georgien förekommer det att man även håller festliga tillställningar, supras, i sin marani. Kopplingen till restaurang är alltså inte så långsökt. I lokalen har man i regel också diverse utrustning som t.ex. vinpressen, rengöringsutrustning, diverse skopor och olika kärl. På hedersplats förvaras antagligen det rituella dryckeshornet kallat khantsi. Historiskt var en vinpress ett tråg där druvorna förr krossades genom att man trampade sönder dem. Dessa trätråg heter satsnakheli och är ofta gjorda av en urholkad trästock.
Traditionellt har en marani varit ett sätt att skydda vinkärlen och att säkra en jämn temperatur för jäsningsprocessen. Av den anledningen är en marani i västra Georgien kanske bara en byggnad/skjul med tak, fast inga väggar, då klimatet där är betydligt varmare än i östra Georgien. I de kända grottstäderna Vardzia och Uplistsike kan man se urgröpningar i vissa grottor som var avsedda för kvevris. I grottorna var temperaturen redan stabil och där behövde man inte gräva ner krukorna, bara skapa stabila fundament. De flesta kloster, t.ex. Alaverdi i Kachetien, har en marani och de finns också på många privata gårdar. Ett större modernt vineri i Georgien kallas “vinokombinat” efter ryskan, med vilket avses en vinfabrik. Exempel på det är bl.a. Telavi Wine Cellar och Kindzmarauli.
Idag är många traditionella maranis viktiga för turismen och utgör ett pittoreskt inslag för vinproducenternas marknadsföringsavdelningar. Traditionella maranis med nedgrävda kvevrikrukor är dessutom ett viktigt georgiskt och armeniskt kulturarv.